# Dommartin-Lettrée
Dommartin-Lettrée är en kommun i departementet Marne i regionen Grand Est (tidigare regionen Champagne-Ardenne) i nordöstra Frankrike. Kommunen ligger i kantonen Sompuis som tillhör arrondissementet Vitry-le-François. År 2022 hade Dommartin-Lettrée 163 invånare.

## Befolkningsutveckling
Antalet invånare i kommunen Dommartin-Lettrée
| Referens: INSEE |